# Gare de Tochigi
La gare de Tochigi (栃木駅, Tochigi-eki) est une gare ferroviaire de la ville de Tochigi, dans la préfecture de Tochigi au Japon. La gare est exploitée par les compagnies JR East et Tōbu.

## Situation ferroviaire
La gare est située au point kilométrique (PK) 10,8 de la ligne Ryōmō et au PK 44,9 de la ligne Tōbu Nikkō.

## Histoire
La gare de Tochigi a été inaugurée le 22 mai 1888. La ligne Tōbu Nikkō y arrive le 1er avril 1929.

## Service des voyageurs

### Accueil
La gare dispose d'un bâtiment voyageurs, avec guichets, ouvert tous les jours.

### Desserte

#### JR East
- Ligne Ryōmō :
  - voie 1 : direction Oyama
  - voie 2 : direction Maebashi et Takasaki

#### Tōbu
- Ligne Tōbu Nikkō :
  - voie 1 : direction Tōbu-dōbutsu-kōen, Kita-Senju et Asakusa
  - voies 2 et 3 : direction Shin-Tochigi (interconnexion avec la ligne Tōbu Utsunomiya pour Tōbu-Utsunomiya) et Tōbu Nikkō